# اليوم العالمي للنباتيين
اليَوم العالَمِيّ للنَّباتِيِّين (بالإنجليزية: World Vegetarian Day)‏ هو يوم عالمي أنشأته الجمعية النباتية في أمريكا الشمالية في عام 1977م للفت الانتباه تجاه البيئة، والتوعية الأخلاقية، والصحية. ويحتفل بهذه المناسبة باليوم العالمي للنباتيين من خلال عدد من الفعاليات في يوم 1 أكتوبر من كل عام.

## معلُومات أساسيّة
آكِلَِيّ الخُضرُوات أَو النَّباتِيَّة هُو مُصطلح لنَمَط وأُسلُوب غِذائِيُّ يستثنِي أَكلُ اللُّحوم بأَنواعِها، أَو إستِخدام مُنتجاتُها سواءٍ فِي الملبسِ أَو الأثاث أَو الزِّينة أَو أَيٌّ مِن المُنتِجات الأُخرى الَّتِي يدخلُ فِي تصنِيعِها مُكوَّن حيَّوانِي. ولكنَّ البعضُ قَد يتَضمَّنُ نِظامٌهُم الغِذائِيّ بعضُ من المُنتِجات الحيوانِيَّة مِثل الحلِيب، والزُّبدة والدهُون، والبيض، والعسَل، أَو المُنتِجات الغِذائِيَّة البحرِيَّة والنَّهرِيَّة. ومِن خِلَال هذا النَمَط الغِذائِيّ النَاشِئُ مِن مَبداء الرَّأفة والرُّفُق بالحيُّون؛ اُقتُرِح مِن قِبل مجمُوعةٌ مِن المُهتَمِّين والمُنتَمِين إِلي الجمعِيَّة النَّباتِيَّة (NAVS) إِلي اِنشاء فعَّالِيَّة بهَذَا الخُصُوص؛ وتمَّ بِذلِك تَأسِيس اليومِ النَّباتِيِّ العالمِيِّ عامِّ 1977م مِن قبل الجمعِيَّة النَّباتِيَّة فِي أَمرِيكَا الشَّمالِيَّة (NAVS) وأَيَّده الاِتِّحاد النَّباتِيَّ الدُّولِي فِي عامِّ 1978م.

## اُنظُر أيضاً
- نَباتِيَّة.
- تَغذِيَة نَباتِيَّة.
- بدائِل اللُّحُوم.
- حِميَة غِذَائِيَّة.
- لُحُوم مُصنعة.

## وُصلات خارجيّة
- الصّفحة الرّسميّة لليَوم العالَمِيّ للنَّباتِيِّين (باللُّغَةُ الإِنجِلِيزِيّة).

## مَراجع
1. ↑  Join the Celebration - October 1 - World Vegetarian Day, WVD page of the NAVS homesite, accessed June 26, 2016 نسخة محفوظة 2016-09-02 على موقع واي باك مشين.
2. ↑  NAVS website - Banner on each page links to World Vegetarian Day. Accessed 08/24/2019 نسخة محفوظة 2022-05-20 على موقع واي باك مشين.
3. ↑  "Home". World Vegetarian Day. مؤرشف من الأصل في 2022-04-19. اطلع عليه بتاريخ 2022-08-02.